# ديميتري كودرياشوف
ديميتري كودرياشوف (بالروسية: Кудряшов, Дмитрий Александрович)‏ هو لاعب كرة قدم روسي في مركز الوسط، ولد في 13 مايو 1983 في نيجنكامسك في روسيا. لعب مع أنجي محج قلعة وتوربيدو موسكو وسبارتاك موسكو وشينيك ياروسلافل وكريليا سوفيتوف سامارا ولوخ إينيرجيا فلاديفوستوك ونادي ساتورن رامنسكوي ونادي سانت إتيان ونادي سبارتاك موسكو 2 لكرة القدم ونادي فولغا نيجني نوفغورود.

## وصلات خارجية
- ديميتري كودرياشوف على موقع قاعدة بيانات كرة القدم.إي يو (الإنجليزية)
- ديميتري كودرياشوف على موقع Soccerway.com (الإنجليزية)